# Judo na Igrzyskach Ameryki Środkowej i Karaibów 1986
Turniej judo na Ameryki Środkowej i Karaibów odbył się w czerwcu 1986 roku w Santiago de los Caballeros.

## Klasyfikacja medalowa
Gospodarz zawodów został zaznaczony kolorem.
| Miejsce | Państwo             |    |    |    | Razem |
| ------- | ------------------- | -- | -- | -- | ----- |
| 1       | Kuba                | 10 | 2  | 4  | 16    |
| 2       | Wenezuela           | 3  | 7  | 4  | 14    |
| 3       | Portoryko           | 2  | 3  | 1  | 6     |
| 4       | Dominikana          | 2  | 4  | 8  | 14    |
| 5       | Meksyk              | 0  | 1  | 2  | 3     |
| 6       | Kolumbia            | 0  | 0  | 5  | 5     |
| 7       | Antyle Holenderskie | 0  | 0  | 2  | 2     |
| 8       | Gwatemala           | 0  | 0  | 1  | 1     |
| .       | Barbados            | 0  | 0  | 1  | 1     |
| Razem   | Razem               | 17 | 17 | 28 | 62    |

## Medaliści

### Mężczyźni
| Konkurencja: | Złoto:          | Srebro:            | Brąz:                              |
| −56kg        | Luis Campanioni | Luciano Luna       | Luis Martínez Wilfredo Simancas    |
| −60kg        | José Pérez      | Salvador Hernández | Rafael Rodríguez José Raposo       |
| −65kg        | Ismael Borboña  | Víctor Rivera      | Carlos Ibarguen Álex Lugo          |
| −71kg        | Ignacio Sayú    | Pedro Figueroa     | Mc Elton Mingeel Federico Vizcarra |
| −78kg        | José González   | Charles Griffith   | José Arias Oscar Cano              |
| −86kg        | Andrés Franco   | Euclides Valdés    | Carlos Montealegre Carlos Huttich  |
| −95kg        | Isaac Azcuy     | Néstor Rodríguez   | John Adams Milton Gilbert          |
| Ponad 95kg   | Frank Moreno    | Vicenzo Giannelli  | Desiderio Lebrón                   |
| Open         | Jorge Fis       | Charles Griffith   | John Adams James Waithe            |

### Kobiety
| Konkurencja: | Złoto:              | Srebro:           | Brąz:                            |
| −48kg        | Inés González       | Diana Martínez    | Carmen Girón María Villapol      |
| −52kg        | Lisa Boscarino      | Adriana González  | Luisa Martínez Maritza Pérez     |
| −56kg        | Giovanna Santorsola | Maniliz Segarra   | Elizabeth Gironza Cecilia Alacán |
| −61kg        | Natasha Hernández   | Cecilia Hernández | Yudelkis Urbáez                  |
| −66kg        | Cecilia Caballero   | Mérida San Juan   | Evelyn Adams                     |
| −72kg        | Andrea Hernández    | Idania Hernández  | Anny Hernández                   |
| Ponad 72kg   | Olga Quesada        | Allison Henry     | Idalia Guridi                    |
| Open         | Allison Henry       | Albania Rivera    | Olga Quesada                     |